# Marjosaari (ö i Kajanaland, Kehys-Kainuu, lat 64,41, long 29,50)
Marjosaari är en ö i Finland. Den ligger i sjön Iivantiira och Juttuajärvi och i kommunen Kuhmo i den ekonomiska regionen  Kehys-Kainuu  och landskapet Kajanaland, i den centrala delen av landet, 500 km nordost om huvudstaden Helsingfors. Öns area är 3,8 hektar och dess största längd är 390 meter i öst-västlig riktning.